# ستان فوستر
ستان فوستر (بالإنجليزية: Stan Foster)‏ هو مخرج أمريكي، ولد في 16 أبريل 1960.

## وصلات خارجية
- ستان فوستر على موقع IMDb (الإنجليزية)
- ستان فوستر على موقع ألو سيني (الفرنسية)
- ستان فوستر على موقع أول موفي (الإنجليزية)
- ستان فوستر على موقع ديسكوغز (الإنجليزية)
- ستان فوستر على موقع قاعدة بيانات الفيلم (الإنجليزية)
- ستان فوستر على موقع كينوبويسك (الروسية)